# 2035
- Wikisource

| Calendário gregoriano                                                        | 2035 MMXXXV                         |
| Ab urbe condita                                                              | 2788                                |
| Calendário arménio                                                           | 1485 – 1486                         |
| Calendário bahá'í                                                            | 191 – 192                           |
| Calendário budista                                                           | 2579                                |
| Calendário chinês                                                            | 4731 – 4732 Início a 8 de fevereiro |
| Calendário copta                                                             | 1751 – 1752                         |
| Calendário etíope                                                            | 2027 – 2028                         |
| Calendários hindus - Vikram Samvat - Calendário nacional indiano - Cáli Iuga | 2090 – 2091 1956 – 1957 5135 – 5136 |
| Calendário Holoceno                                                          | 12035                               |
| Calendário islâmico                                                          | 1457 – 1458                         |
| Calendário judaico                                                           | 5795 – 5796                         |
| Calendário persa                                                             | 1413 – 1414 Início a 21 de março    |
| Calendário rúnico                                                            | 2285                                |
| Calendário solar tailandês                                                   | 2578                                |

2035 (MMXXXV, na numeração romana) será um ano comum do século XXI que começará numa segunda-feira, segundo o calendário gregoriano. A sua letra dominical será G. A terça-feira de Carnaval ocorrerá a 6 de fevereiro e o domingo de Páscoa a 25 de março. Segundo o horóscopo chinês, será o ano do Coelho, começando a 8 de fevereiro.

| Evento                                                   | Data            | Hora  |
| -------------------------------------------------------- | --------------- | ----- |
| Aquário                                                  | 20 de janeiro   | 06:14 |
| Peixes                                                   | 18 de fevereiro | 20:16 |
| primavera no hemisfério norte e outono no hemisfério sul |                 |       |
| Carneiro/equinócio                                       | 20 de março     | 19:03 |
| Touro                                                    | 20 de abril     | 05:49 |
| Gémeos                                                   | 21 de maio      | 04:44 |
| verão no hemisfério norte e inverno no hemisfério Sul    |                 |       |
| Caranguejo/solstício                                     | 21 de junho     | 12:33 |
| Leão                                                     | 22 de julho     | 23:29 |
| Virgem                                                   | 23 de agosto    | 06:44 |
| Outono no Hemisfério Norte e Primavera no Hemisfério Sul |                 |       |
| Balança/equinócio                                        | 23 de setembro  | 04:39 |
| Escorpião                                                | 23 de outubro   | 14:16 |
| Sagitário                                                | 22 de novembro  | 12:03 |
| inverno no hemisfério norte e verão no hemisfério sul    |                 |       |
| Capricórnio/solstício                                    | 22 de dezembro  | 01:31 |

| UTC: Portugal Continental, Madeira, Guiné-Bissau e São Tomé e Príncipe Subtrair (-): 1 h nos Açores e Cabo Verde 2 h nas Ilhas oceânicas brasileiras 3 h em Brasília, em Goiás, na Amazônia Oriental Brasileira e no nordeste, sudeste e sul brasileiros 4 h na Amazônia Ocidental Brasileira, Mato Grosso e Mato Grosso do Sul 5 h no Acre e sudoeste do Amazonas Adicionar (+): 1 h em Angola e Guiné Equatorial 2 h em Moçambique 8 h em Macau 9 h em Timor-Leste. |
| Adicionar uma hora durante a vigência do horário de verão: Portugal Continental : De 25 de março a 28 de outubro de 2035 |

| Ano completo                         |
| ------------------------------------ |
| Ano comum com início à segunda-feira |

## Eventos esperados e previstos
- Ano do Coelho de Madeira, segundo o Horóscopo chinês.

### Janeiro
- 08 de janeiro - O objeto Near-Earth 2002 AY1 fará uma aproximação à Terra.

### Fevereiro
- 22 de fevereiro - Eclipse lunar penumbral.[1]

### Março
- 09 de março - Eclipse solar anular.[2]

### Agosto
- 19 de agosto - Eclipse lunar parcial.[3]

### Setembro
- 02 de setembro - Eclipse solar total.[4]

## Na ficção

### Nos Filmes
- Back to the Future Part II: a linha do tempo original do futuro, diz que Marlene McFly será libertada da prisão este ano.

- Twelve Monkeys: o filme ambienta-se em 2035.

- I, Robot: o filme ambienta-se em 2035.

- Doomsday (filme): o filme ambienta-se em 2035.

- The Martian: Mark Watney é deixado em Marte em 24 de novembro de 2035 ("Sol 18").

### Nos Livros
- O romance de Peter van Duyvenvoorde, "Het offer van de tijd", finalmente verá a luz.

- Metro 2035: os eventos e acontecimentos desse romance, decorrem no ano 2035.

- "Gakuen Utopia Manabi Straight!": ambienta-se em 2035.

- Ghost in the Shell: ambienta-se em 2035.

- Em "The Dark Forest", o Great Ravine, um colapso ecológico total da Terra que dura meio século, começa aproximadamente em 2035.

### Na Televisão
- My Life and Times[5]: a série ambienta-se em 2035.

- A série televisiva animada Aqua Teen Hunger Force apresenta um personagem conhecido como o "Fantasma Cibernético do Passado Natal do Futuro", que muitas vezes inventa histórias infames e absurdas que acontecem no futuro, sendo o ano de 2035 um dos seus anos mais referenciados.

- O último episódio da série americana "Life on Mars" revela que 2035 é o ano de Sam Tyler, não em 2008. Segundo o show, em 2 de março de 2035, a primeira missão tripulada a Marte deve pousar.

- O documentário do History Channel, "After Armageddon", termina em 2035, após 25 anos do início de um desastre global, a Pandemia. A história foi contada no ponto de vista do filho de um paramédico, e ele vê como alguns humanos deixados na Terra continuariam, reconstruindo uma sociedade.

- Outcasts (série): A sonda CT-9 deixa a Terra para Carpathia.

- Na série de anime Cowboy Bebop, Jet Black nasce em 3 de dezembro de 2035.

- "Kishin Taisen Gigantic Formula": ambienta-se em 2035.

### Nos Video games
- Castlevania: Aria of Sorrow: o jogo se ambienta no ano 2035.

- "TimeSplitters": ambienta-se em 2035.

- Arma 3: ambienta-se em 2035.

- XCOM 2: ambienta-se em 2035.

- "Earth Defense Force 2025": ambienta-se em 2035.

### Outros
- Em 2005, para a edição do trigésimo aniversário, a "National Geographic Kids" publicou um artigo sobre como seria a vida cotidiana em 2035.

## Epacta e Idade da Lua
| Epacta gregoriana | 21 (XXI) |
| Idade da Lua      | Letra A  |